# Загве (династія)

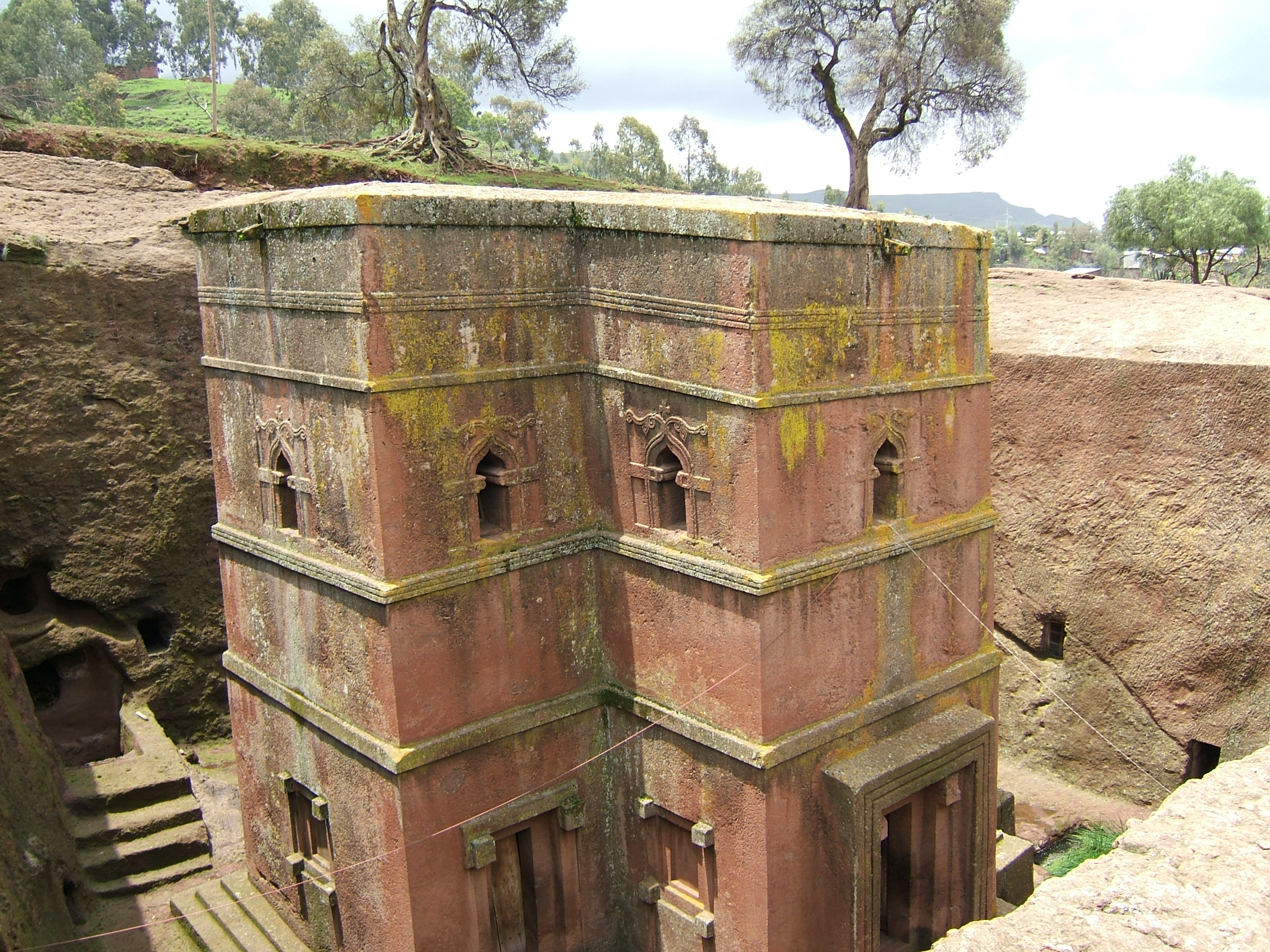
Церква святого Георгія Побідоносця у Лалібелі

Загве  (Мойсеєва династія) — династія володарів середньовічної Ефіопії, що правила країною, імовірно, у межах X—XIII століть.
Правителі династії Загве походили з народу агау — звідси й поширена назва династії (що перекладається як «агавська», «з народу агау»). Вони правили Ефіопією з моменту падіння Аксумського царства до 1270 року, коли Єкуно Амлак з Соломонової династії підбурив повстання, розгромив імператорське військо й убив останнього імператора з родини Загве, Єтбарака. Найбільш відомим з правителів Загве був імператор Гебре Мескель, який збудував у столиці держави Лалібелі величні скельні храми. На думку ефіопських істориків, на відміну від подальшого спадкування престолу в Ефіопії від батька до сина, за часів правління Загве влада після смерті імператора переходила до його брата.
Власне династія походила з християнського княжого роду. Її правителі перенесли столицю держави з Аксума до Адафи, а потім до Рохи, що у рідній для них області Ласта. Кількість імператорів Загве точно не встановлена. Ефіопські джерела вказують від 5 до 16 імен. Засновником династії вважається Мара Такла Гайманот, зять останнього імператора Аксума, Діл-На'ода.
Незважаючи на те, що вже син Текле-Хайманота Татадім був прямим нащадком аксумських імператорів і тому міг вести свій родовід від самого Соломона, для нової династії обґрунтували ще одну генеалогію, яка робила її нащадками Мойсея. Про цю генеалогію відомо не з арабських джерел. В ефіопських літописах згадки про це якщо й існували, то були ретельно підчищені. Стосунки між царями та чернецтвом, яке, власне, і створювало та зберігало хроніки, були напруженими. В монастирях північної Ефіопії, заснованих ще за аксумської доби, зберігали ставлення до агавів і вихідців з Ласти і Симєну як до варварів, що лише за збігом обставин і тільки тимчасово взяли гору над законними володарями.
Володарі з династії Загве часто брали на себе обов'язки церковних очільників. Адже зв'язки з александрійським патріархом, який єдиний мав право призначати митрополита та всіх архієпископів в Ефіопії, були дуже непевними. Церковні престоли часто роками і навіть десятиліттями були вакантними. Тож «блюсти» їх доводилося царям.
Серед них було чимало святих — навіть в іменах царів, що зберегли літописи, часто трапляється слово «киддус» («святий»).
Ім'я останнього імператора з цієї династії наразі невідоме. У наявних старовинних хроніках він відомий під іменем За Ілмакун, що є своєрідним псевдонімом (ефіопський історик Таддессе Тамрат перекладає його як невідомий, прихований). Як правило, таке ім'я зустрічається перед сходженням на престол Соломонової династії та є результатом замовчування про колишніх конкурентів у боротьбі за владу. На думку ефіопського вченого, справжнім ім'ям останнього імператора з роду Загве було Єтбарак.